# Surfshark
Surfshark VPN服务是一套数字隐私工具，由网络安全公司Surfshark提供。此服务还包含数据泄漏检测系统、私人搜索工具、防病毒软件和自动个人数据删除系统。
2021 年，公司Surfshark 与 Nord Security 合并。但是，两家公司仍然独立运营。
Surfshark的总部位于荷兰，在立陶宛、波兰和德国设有办事处。

## 历程
公司Surfshark成立于2018年，当时公司为iOS设备首次推出了VPN应用程序。同年，Surfshark的浏览器扩展程序接受了德国网络安全公司Cure53的外部审核。
2019年，Surfshark推出了 “Surfshark Alert” 和 “Surfshark Search” 两套产品，并开始了对应的研究活动，发布了第一个数字生活质量（DQL）指数。
随后，在 2019 年 10 月，Surfshark 成为首批获得官方批准印章的十大VPN软件包之一，此印章由一家独立IT 安全研究所 AV-TEST 机构授予。
2020年，公司Surfshark将其服务迁移到100%仅限RAM的服务器，引入了产品WireGuard，并成为VPN Trust Initiative的创始成员。在2020年晚些时候，Surfshark由CNN评为年度最佳VPN。
2021年，Surfshark得到可信评论奖授予的最佳VPN荣誉。同年，公司Surfshark推出了“Surfshark Antivirus” 和 “Incogni” 两款产品。Surfshark也荣获了PCMag Editors Choice奖评，并成功通过了Cure53的外部审核。
2021 年年中，公司Surfshark 开始了与Nord Security合并的流程，Nord Security是盛行的NordVPN的母公司。合并于 2022 年初完成，两个品牌继续独立运营。
2022 年 8 月，Surfshark 与数字版权监管机构 NetBlocks 独家合作，以更多地报告互联网关闭情况。
在随后的2022年里，公司Surfshark关闭了其在印度的实体服务器，以响应 CERT-In 要求 VPN 公司将消费者的个人数据存储五年的命令。同年，Surfshark 发布了 Surfshark Nexus、与 公司Nord Security 一起获得了10亿美元的估值、发布了Linux GUI、达到了100 个不同的服务器国家/地区，并列入于 CNET 的 2022 年最佳整体 VPN 名单。

## 技术
2019 年 12 月，Surfshark 为 Android 实施了 “GPS 干扰欺骗”，这使用户可以通过将设备改到服务器上的某一个地点，来实现隐藏设备的物理位置。在其应用程序中，Surfshark使用IKEv2和OpenVPN协议。所有通过Surfshark服务器传输的数据均使用 AES-256-GCM 加密标准进行加密。同年，Surfshark推出了产品“Surfshark Alert”和“Surfshark Search”。
2021年，公司Surfshark推出了 “Surfshark Antivirus” 和 “Incogni”。同年，Surfshark还推出了cookie弹出窗口拦截器、应用程序内的通知推送中心、新的浏览器扩展程序、macOS应用程序、并开始将其服务器移至10Gbps。
2022 年 2 月，Surfshark 发布了 Surfshark Nexus 技术。
2022 年 5 月，Surfshark 宣布了 Linux GUI的使用、为 Surfshark 防病毒软件添加了实时保护，并为 VPN 应用程序添加了暂停功能。
2022 年 8 月，Surfshark 添加了手动 WireGuard 连接功能。

## 特色
Surfshark为iOS，macOS，Android，Windows和Linux开发了具有GUI的应用程序，为Chrome，Firefox和Microsoft Edge提供浏览器扩展。Surfshark还提供在路由器、操纵台和电视上的连接。
Surfshark 接受匿名付款方式，没有带宽限制，使用仅限 RAM 的服务器，并在严格的无日志政策下运行。Surfshark提供OpenVPN，IKEv2和WireGuard连接协议（用于应用程序和手动设置）以安全地连接到VPN服务器。
其他Surfshark VPN服务功能包括：终止开关、暂停VPN、动态多跳（可自定义的双VPN）、混淆、IP旋转器、GPS欺骗、智能DNS和旁路器（隧道分离）。
Surfshark还提供广告和恶意软件预防功能CleanWeb，此特色可在DNS级别阻止广告。同时，Surfshark还可以实现无限制的同时连接。

## 研究
2020 年，Surfshark 进行了评估在线用户数字生活质量和福祉的研究。该研究根据互联网负担能力、网络质量、电子基础设施、安全和政府选择表现最佳的国家，其数据每季度更新一次。
除了DQL研究之外，Surfshark还针对全球社交媒体审查、互联网关闭和政府监控，进行调查。一旦任何国家的互联网连接中断，或者严格的政府监控侵犯了互联网用户的隐私，就会添加新数据。
多年来，Surfshark收集了有关互联网法规，全球数据泄露或数据漏洞的信息。

## 合作
Surfshark 是 VPN Trust Initiative（VTI）的创始成员之一，该计划成立于 2020 年。所有成员都必须遵守VTI原则，以确保成员公司对其用户是安全的、可信的和透明公开的。
2022 年 8 月，Surfshark 与互联网监控机构 NetBlock 联手。此合作关系始于一种组织愿景和共同目标的自然契合 ---- 提高业务意识，并获得更多途径以传播有关全球互联网干扰的信息。
2022 年，Surfshark 加入了EDRi，这是一个欧洲最大的捍卫数字权利和自由的网络。同年，Surfshark加入了全球加密联盟（GEC），以促进强加密的实践。
Surfshark还与互联网协会合作，传播有关碎片网络和电子前沿基金会（EFF）的意识，以讨论监控技术。

## 获奖
2022 年网络安全突破奖年度 	VPN 解决方案
2022年10月CNet 	Editor’s Choice之推荐
2022 年CanalTech最受欢迎的 	VPN 服务（巴西）
2022年PCWorld 	验证产品 （波兰）
Surfshark Antivirus病毒公告认证
2022年 	SourceForge之秋季分类产品领跑者
2021年 	TechRadar在家工作必备应用程序
2022年《可信评论》 	中的最佳 VPN
2021年网络安全卓越金奖